# Safri Duo
Safri Duo è un duo danese composto da Uffe Savery e Morten Friis.

## Storia del gruppo
Uffe Savery e Morten Friis si conobbero nel 1977 quando frequentavano la Tivoli Garden Boys' Guard, ed in seguito, al Royal Danish Conservatory of Music formarono un duo sperimentale, il cui nome venne derivato dalle prime lettere dei loro cognomi: Savery e Friis. Sotto questo nome Savery and Friis pubblicarono sei album tra il 1990 e il 1998, perlopiù adattamenti per percussioni di brani classici di Bach, Chopin ed altri. Il loro talento non passò inosservato e nel 1999 il duo ottenne un contratto con la Universal Music danese.
Inizialmente orientati verso la musica contemporanea, nel 1999 furono scoperti da una casa discografica che operava su quel genere. Dopo essere stati ingaggiati, cominciarono un lavoro di mixaggio di percussioni e musica elettronica.
Ai primi del 2000, un singolo chiamato "Played-A-Live" (meglio noto come "The Bongo Song") comincia ad apparire nelle playlist dei club. Prodotto da Michael Parsberg, giunge presto su MTV Europe. È un misto tra percussioni e musica trance che si rivela essere un successo e diventa, nonostante il genere poco commerciale, uno dei singoli più venduti in Europa. Anche in Italia conosce popolarità e diventa sigla della trasmissione Total Request Live sul canale televisivo MTV Italia.
Nel 2001, i Safri Duo sono invitati a suonare all'Eurovision Song Contest 2001 e al Trance Energy.
Nel 2003 viene pubblicato il nuovo album 3.0, con la partecipazione di Clark Anderson alla voce in svariate canzoni, tra le quali "All the People in the World", "Agogo Mosse" e "Laarbasses". Il singolo "Rise" diventa un enorme successo ed in seguito ne viene pubblicata una nuova versione chiamata "Rise (Leave Me Alone)" con lo stesso Clark Anderson.
Nel 2004 viene pubblicato un remix dell'album 3.0 chiamato 3.5 - International Version, che include la nuova versione di "Rise" e diverse altre canzoni, oltre a remix di pezzi precedenti.
Il 17 novembre 2008 viene pubblicato il nono album della band intitolato Origins, costituito da percussioni accompagnate da atmosfere ambient.
Nel 2010, i Safri Duo pubblicano il singolo dalle sonorità house Helele, con la voce della cantante sudafricana Velile. La canzone viene trasmessa dalla televisione tedesca e svizzera in occasione del Campionato mondiale di calcio 2010 giocato in Sudafrica, e inserita nella compilation Greatest Hits, uscita nello stesso anno.

## Discografia

### Album in studio
- 1990 – Turn Up Volume
- 1995 – Works For Percussion
- 1995 – Lutosławski, Bartók, Helweg
- 1995 – Percussion Transcriptions
- 1996 – Goldrush
- 1998 – Bach to the Future
- 2001 – Episode II
- 2003 – Safri Duo 3.0
- 2008 – Origins

### Raccolte
- 2010 – Greatest Hits